# حزب السلام والديمقراطية
حزب السلام والديمقراطية (بالكردية: Partiya Aştî û Demokrasiyê, BDP‏) هو حزب سياسي تركي ممثل للأقلية الكردية في تركيا، تأسس في 2 من مايو 2008 في دياربكر. أسس الحزب كخلفية لحزب المجتمع الديمقراطي الذي حظر من العمل السياسي من قِبل المحكمة الدستورية التركية لصلته بحزب العمال الكردستاني المصنف على لائحة الإرهاب من قبل الاتحاد الأوروبي.